# Доњи Звечај
Доњи Звечај је насељено место у саставу града Дуге Ресе у Карловачкој жупанији, Република Хрватска.

## Историја
До територијалне реорганизације у Хрватској налазио се у саставу старе општине Дуга Реса.

## Становништво
На попису становништва 2011. године, Доњи Звечај је имао 165 становника.

## Попис1991.
На попису становништва 1991. године, насељено место Доњи Звечај је имало 219 становника, следећег националног састава:
| Попис 1991.‍  | Попис 1991.‍  | Попис 1991.‍ | Попис 1991.‍ | Попис 1991.‍ |
| ------------ | ------------ | ----------- | ----------- | ----------- |
|              |              |             |             |             |
| Хрвати       | Хрвати       |             | 213         | 97,26%      |
| Муслимани    | Муслимани    |             | 1           | 0,45%       |
| неопредељени | неопредељени |             | 4           | 1,82%       |
| непознато    | непознато    |             | 1           | 0,45%       |
| укупно: 219  |              |             |             |             |